# Psammotopa polyphylla
Psammotopa polyphylla är en kräftdjursart som beskrevs av Noodt 1955. Psammotopa polyphylla ingår i släktet Psammotopa och familjen Diosaccidae. Inga underarter finns listade i Catalogue of Life.